# Cantharis

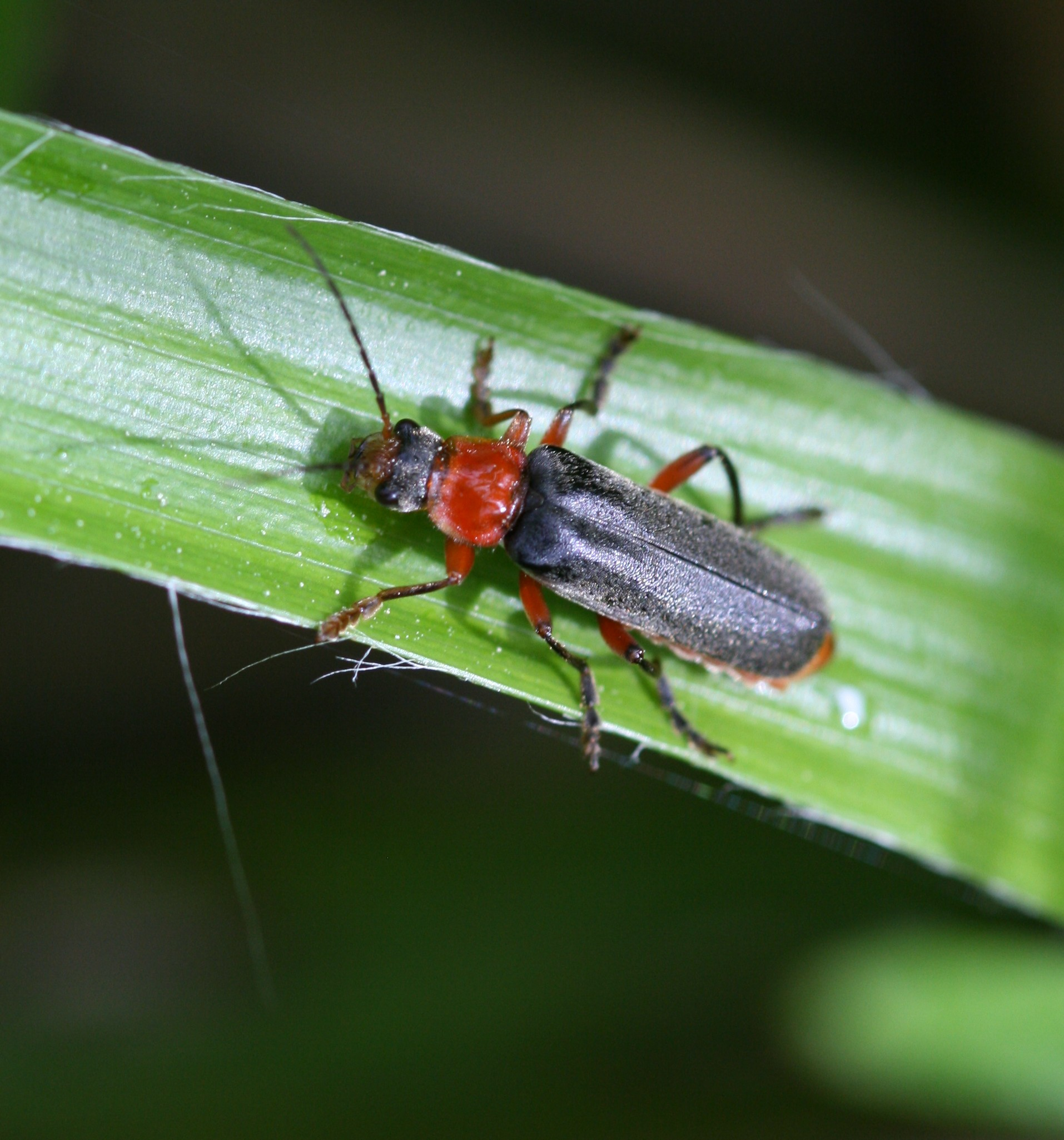
Cantharis pellucida

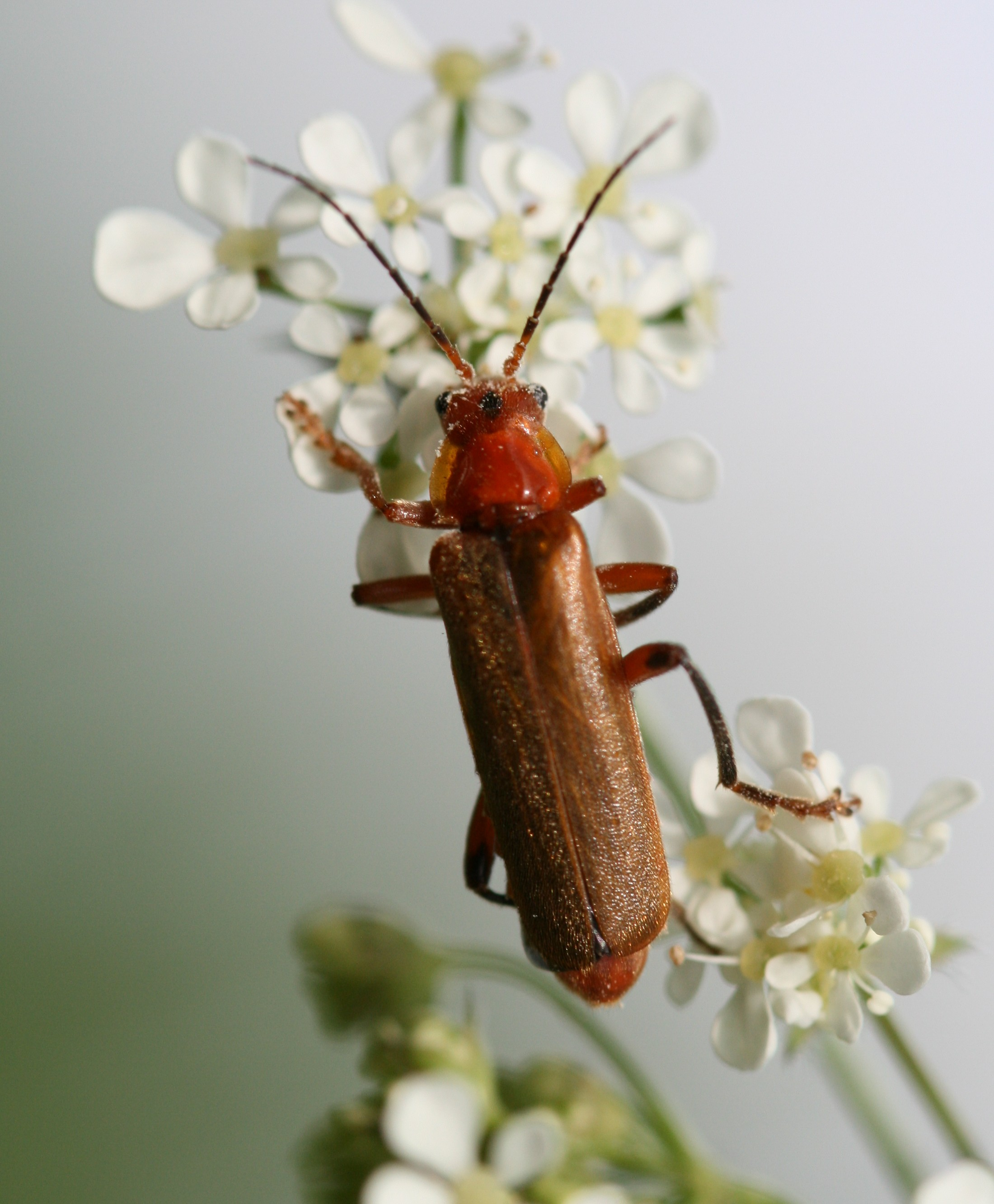
Cantharis livida

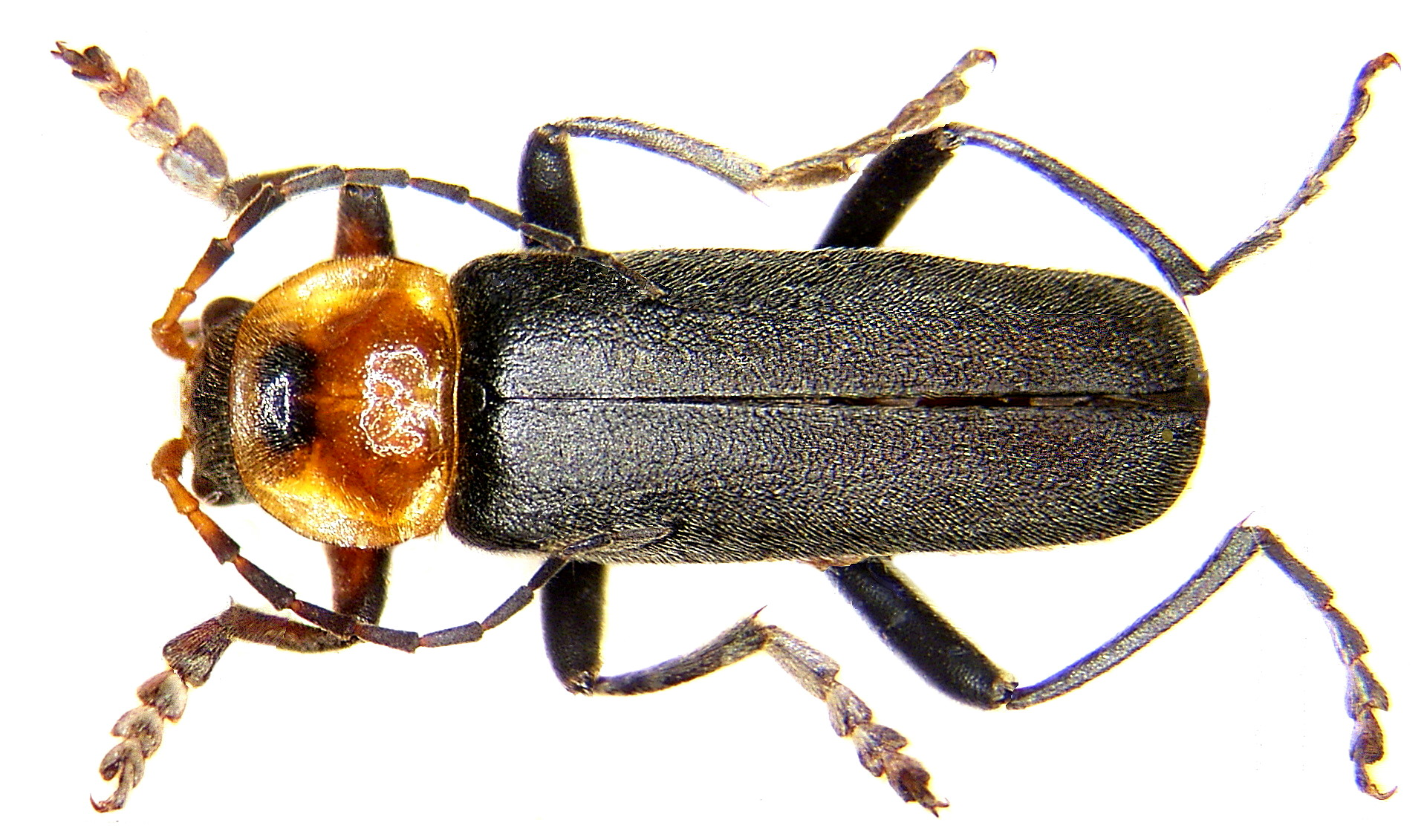
Omomiłek szary

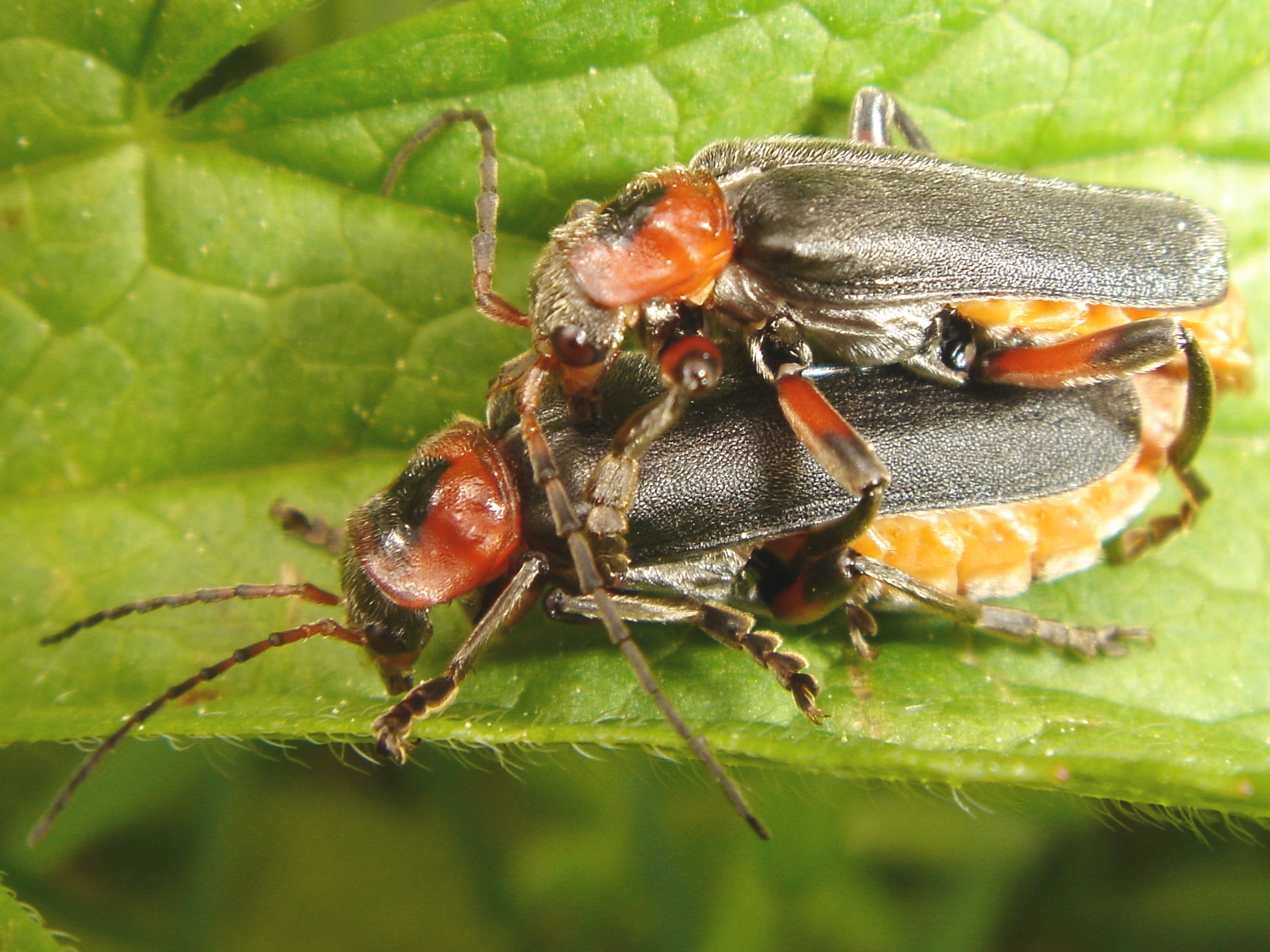
Cantharis rustica

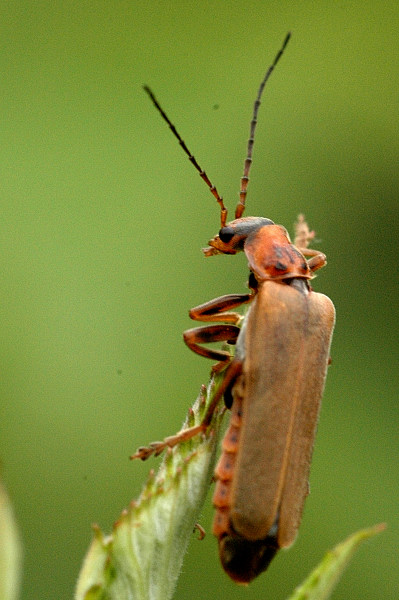
Cantharis cryptica

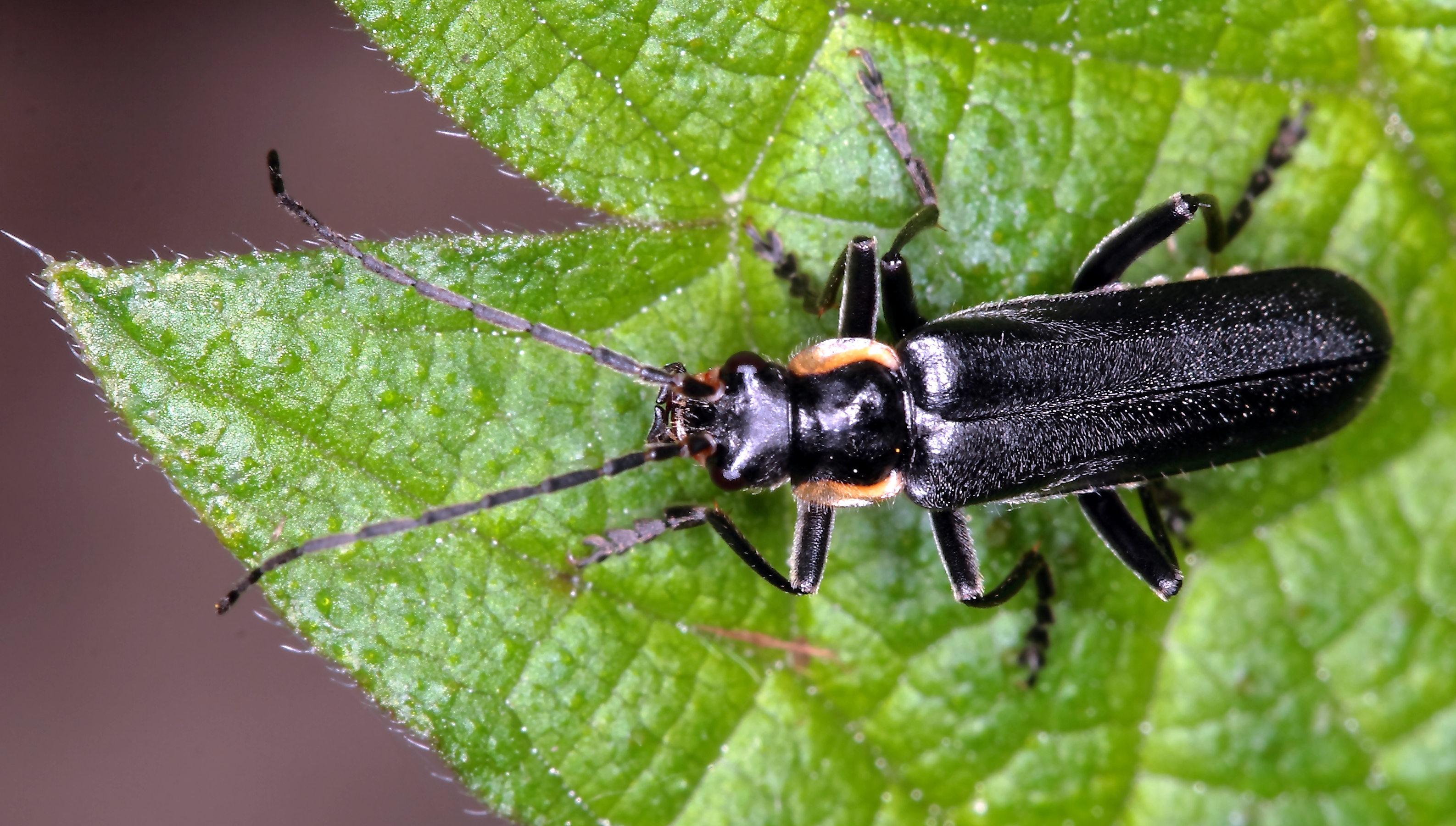
Cantharis obscura

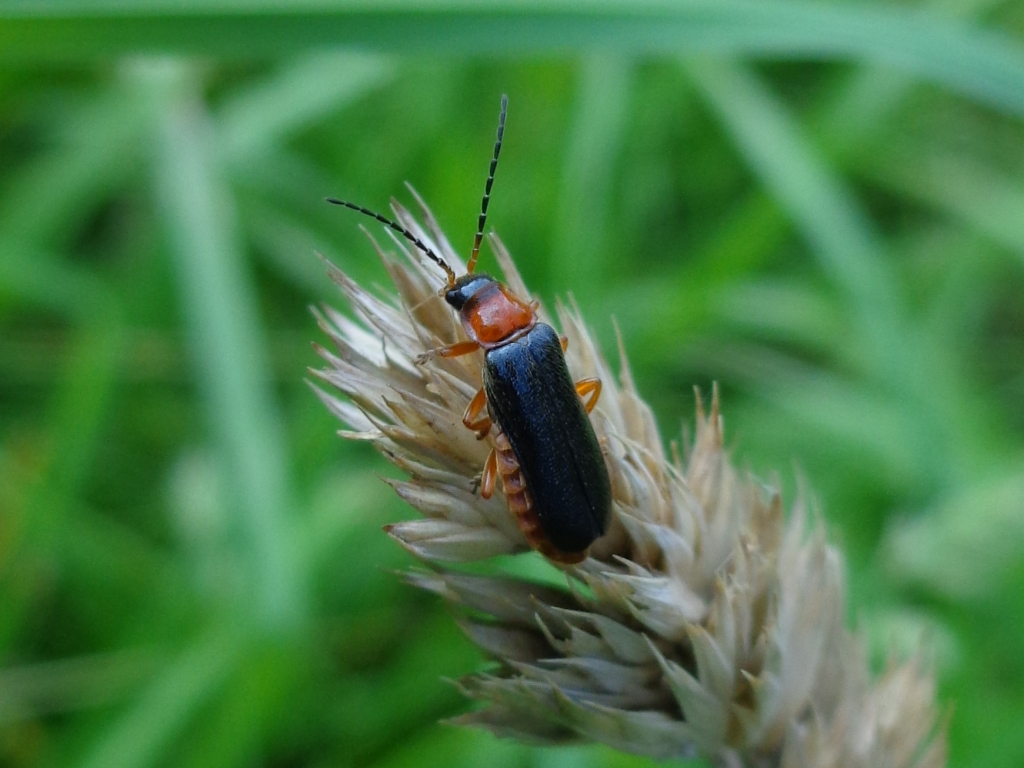
Cantharis flavilabris

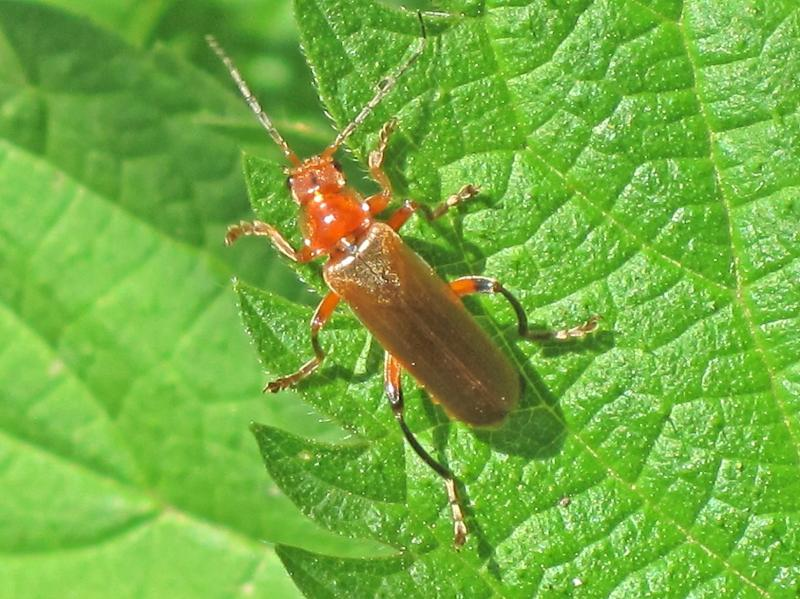
Cantharis livida

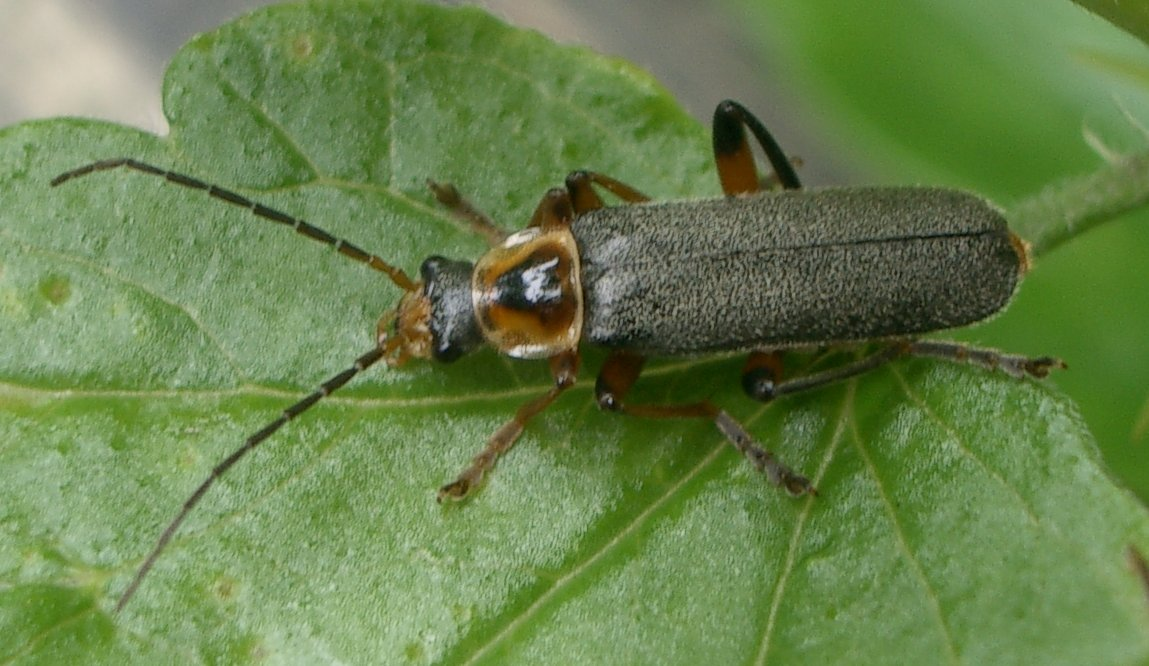
Cantharis nigricans

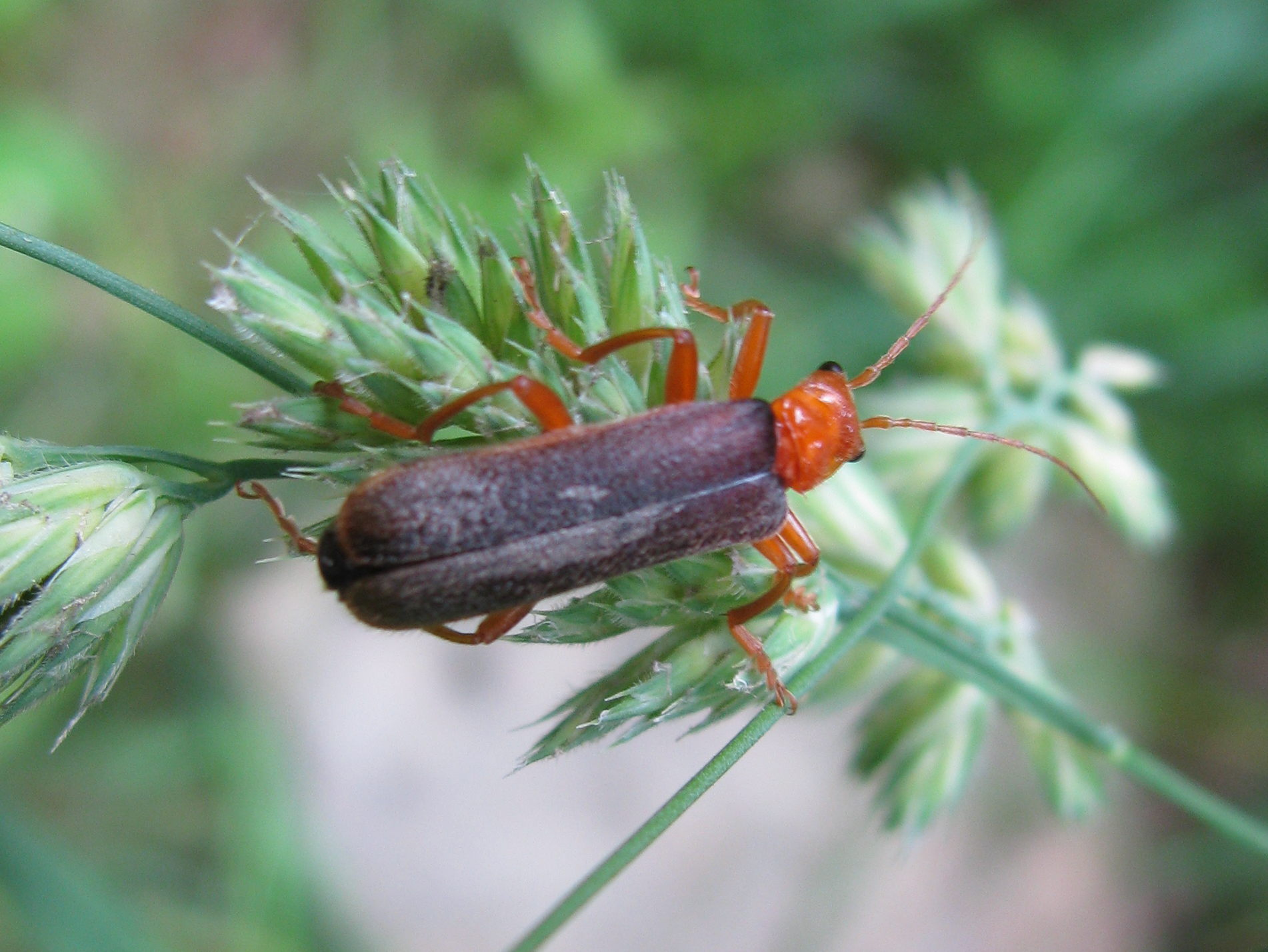
Cantharis rotundicollis

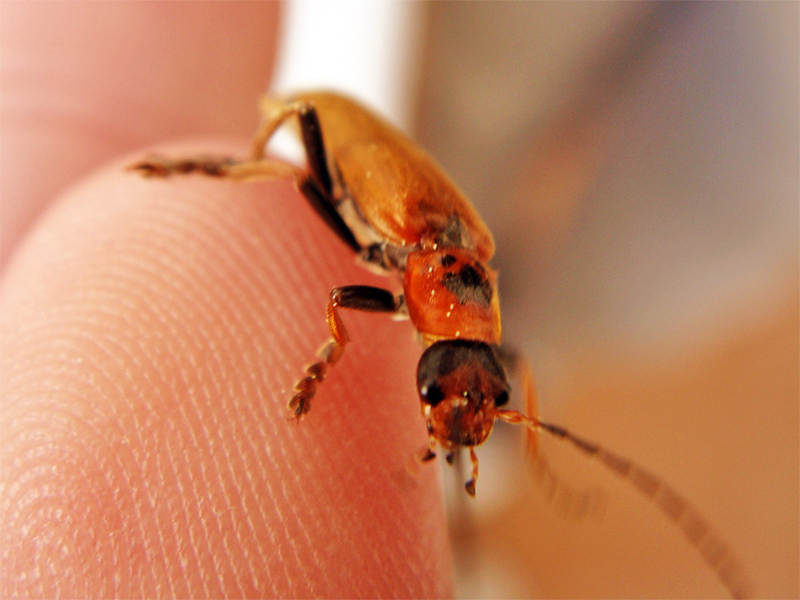
Cantharis coronata

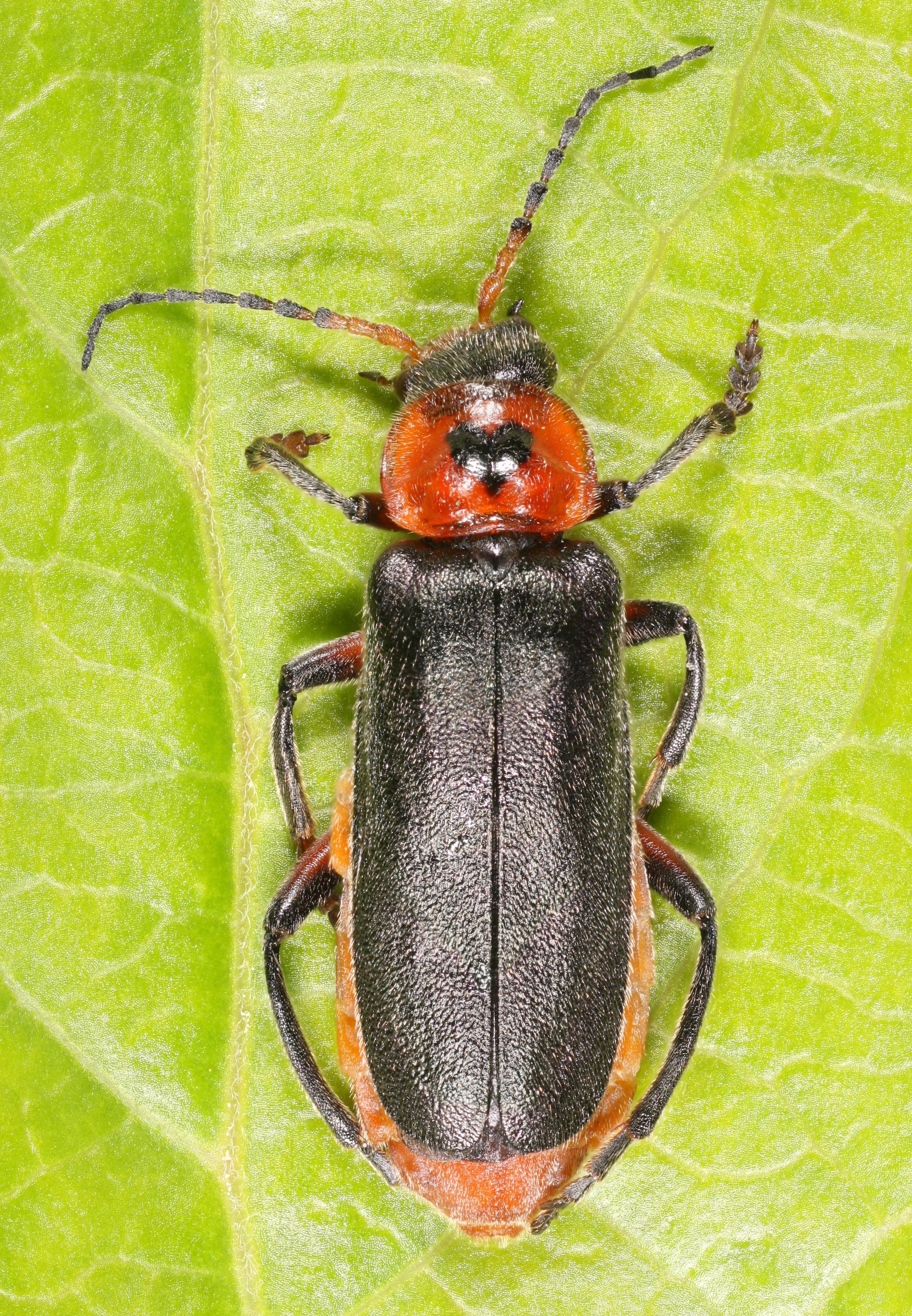
Cantharis rustica

Cantharis – rodzaj chrząszczy z rodziny omomiłkowatych i podrodziny Cantharinae.

## Taksonomia
Rodzaj opisany został w 1758 roku przez Karola Linneusza.

## Opis
Dysk przedplecza nie- lub tylko drobno punktowany, a tylne kąty zaokrąglone. Podstawowe kąty przedplecza bez głębokich dołków. Przedni brzeg przedtułowia pełny, przykrywający nasadę głowy, która nie jest tak silnie zwężona, by utworzyć szyję. Czułki niepiłkowane, osadzone dalej od przedniego brzegu głowy niż u rodzaju Silis. Przedni brzeg nadustka tylko słabo wysunięty u przodowi na dużej części swojej szerokości. Rejon nadustka naprzeciwko oraz pomiędzy nasadami czułków wypukły. Trzeci segment środkowych i tylnych stóp dwupłatkowany na wierzchołku. Przedni pazurek każdej stopy z przydatkiem (np. ząbkiem u podstawy), wyjątkowo nieobecnym.

## Występowanie
Katalog Fauny Polski podaje dla Polski występowanie następujących gatunków:

- C. abdominalis Fabricius, 1798
- C. annularis Ménétries, 1836
- C. atricollis Weigel, 1806
- C. bicolor Herbst, 1784
- C. brevis Schilling et all., 1834
- C. cantholoma Gebler, 1833
- C. cryptica Ashe, 1947
- C. cyanipennis Faldermann, 1835
- C. decipiens Kiesenwetter in Baudi, 1872
- C. discoidea Ahrens, 1812
- C. erichsonii (Bach, 1852)
- C. figurata Mannerheim, 1843
- C. fulvicollis Fabricius, 1792
- C. fusca Linnaeus, 1758
- C. getschmanni Heyden, 1880
- C. haemorrhoidalis Fabricius, 1792
- C. histrio Gmelin, 1790
- C. lateralis Linnaeus, 1758
- C. liburnica Depoli, 1912
- C. livida Linnaeus, 1758
- C. longicollis (Kiesenwetter, 1859)
- C. milleri Łomnicki, 1866
- C. montana Stierlin, 1889
- C. muelleri Hicker, 1955
- C. nigricans (Muller, 1776)
- C. obscura Linnaeus, 1758
- C. occipitalis Rosenhauer, 1847
- C. pagana Rosenhauer, 1847
- C. pallida Goeze, 1777
- C. paludosa Fallén, 1807
- C. paradoxa Hicker, 1960
- C. pellucida Fabricius, 1792
- C. praeusta Weigel, 1806
- C. pulicaria Fabricius, 1781
- C. quadripunctata (Muller, 1776)
- C. rufa Linnaeus, 1758
- C. rufilabris (Kelch, 1846)
- C. rustica Fallén, 1807
- C. rutilata Weigel, 1806
- C. schummelii Schilling et all., 1834
- C. subspinosa Lentz, 1856
- C. sudetica Letzner, 1847
- C. tristis Fabricius, 1798
- C. varipes (Kelch, 1846)

## Systematyka
Gatunki europejskie zgrupowane są w dwóch podrodzajach. Poniższa lista przedstawia gatunki europejskie, rosyjskie, krajów byłego ZSRR oraz kilka wymarłych:
podrodzaj: Cantharis s. str.
- Cantharis allosensis Pic, 1924
- Cantharis annularis Ménétriés, 1836
- Cantharis antennalis (Marseul, 1864)
- Cantharis ariasi (Mulsant, 1862)
- Cantharis assimilis Paykull, 1798
- Cantharis atrata (Marseul, 1864)
- Cantharis australis Boisduval, 1835
- Cantharis basithorax Pic, 1902
- Cantharis baudii Fiori, 1914
- Cantharis beckeri (Pic, 1902)
- Cantharis biplagiata Ballion, 1870
- Cantharis boroveci Svihla, 1999
- Cantharis brevicornis (Kiesenwetter, 1852)
- Cantharis brevipennis Faldermann, 1835
- Cantharis brullei (Marseul, 1864)
- Cantharis bubsequa Des Gozis, 1882
- Cantharis cedricola Wittmer, 1971
- Cantharis cornix (Abeille de Perrin, 1869)
- Cantharis coronata Gyllenhal, 1808
- Cantharis corvina Moscardini, 1962
- Cantharis ciliciensis Bourgeois, 1900
- Cantharis cretica Wittmer, 1971
- Cantharis cryptica Ashe, 1947
- Cantharis cypria (Marseul, 1864)
- Cantharis darwiniana Sharp, 1867
- Cantharis daurica Gebler, 1832
- Cantharis decipiens Baudi, 1871
- Cantharis decolorans Brullé, 1832
- Cantharis delagrangei Delkeskamp, 1939
- Cantharis dissipata Gemminger, 1870
- Cantharis dobrzhanskii Barovskij, 1926
- Cantharis edentula Baudi, 1871
- Cantharis emilieae Svihla, 1992
- Cantharis ephippigera (Brullé, 1832)
- Cantharis europea Pic, 1921
- Cantharis fallaciosa Barovskij, 1926
- Cantharis falzonii Fiori, 1914
- Cantharis figurata Mannerheim, 1843
- Cantharis flavilabris Fallén, 1807
- Cantharis foetida Menetriez, 1832
- Cantharis franciana Kiesenwetter, 1866
- Cantharis fronticornis Heyden, 1885
- Cantharis fusca Linnaeus, 1758 – omomiłek szary
- Cantharis fuscipennis (Mulsant, 1862)
- Cantharis hellenica Heyden, 1883
- Cantharis ictaria Fiori, 1914
- Cantharis inculta Gene, 1839
- Cantharis inlateralis Pic, 1902
- Cantharis instabilis Kiesenwetter, 1866
- Cantharis italica Fiori, 1914
- Cantharis jacobsoni Barovskij, 1926
- Cantharis kervillei Pic, 1932
- Cantharis kugartensis Barovskij, 1926
- Cantharis liburnica Depoli, 1912
- Cantharis livida Linnaeus, 1758
- Cantharis luteolimbata Pic, 1902
- Cantharis melapsis Chevrolat, 1854
- Cantharis merula Moscardini, 1962
- Cantharis monacha Moscardini, 1962
- Cantharis montana Stierlin, 1889
- Cantharis morio Fabricius, 1792
- Cantharis nevadensis Pic, 1908
- Cantharis nigra (DeGeer, 1774)
- Cantharis nigricans (O.F. Müller, 1776)
- Cantharis nigricornis (Laporte de Castelnau, 1840)
- Cantharis nigricolor Pic, 1906
- Cantharis obscura Linnaeus, 1758
- Cantharis oculimarginalis Hicker, 1935
- Cantharis ochreata (Reiche, 1878)
- Cantharis paganettii (Flach, 1907)
- Cantharis palliata Gyllenhal, 1808
- Cantharis pulicaria Fabricius, 1781
- Cantharis pallida Goeze, 1777
- Cantharis paludosa Fallén, 1807
- Cantharis paradoxa Hicker, 1960
- Cantharis paulinoi Kiesenwetter, 1870
- Cantharis pellucida Fabricius, 1792
- Cantharis peninsularis Fiori, 1914
- Cantharis praecox Gene, 1836
- Cantharis prusiensis (Marseul, 1864)
- Cantharis pulicaria Fabricius, 1781
- Cantharis pumilio Heyden, 1885
- Cantharis pyrenaea Pic, 1906
- Cantharis quadripunctata (O.F. Müller, 1776)
- Cantharis reichei Mulsant, 1862
- Cantharis rufa Linnaeus, 1758
- Cantharis rustica Fallén, 1807 – omomiłek polny
- Cantharis schoeni Svihla, 1992
- Cantharis schrammi Pic, 1907
- Cantharis seidlitzi Kiesenwetter, 1865
- Cantharis semirufa Solsky, 1881
- Cantharis sicula Pic, 1906
- Cantharis smyrnensis (Marseul, 1864)
- Cantharis terminata Faldermann, 1835
- Cantharis torretasoi Wittmer, 1935
- Cantharis tristis Fabricius, 1797
- Cantharis versicolor (Baudi, 1871)
- Cantharis voriseki Svihla, 1992
- Cantharis xanthoporpa Kiesenwetter, 1860
- Cantharis zolotikhini Kazantsev, 1994

podrodzaj: Cyrtomoptila
- Cantharis gemina Dahlgren, 1974
- Cantharis inlateralis Pic, 1902
- Cantharis lateralis Linnaeus, 1758
- Cantharis lucida Pic, 1906
- Cantharis mongloica Pic, 1906
- Cantharis pagana Rosenhauer, 1846
- Cantharis podistroides Svihla, 1992
- Cantharis pygmaea Menetriez, 1832

podrodzaj: ?
- Cantharis atavina (Heer, 1847) †
- Cantharis brodiei (Heyden & Heyden, 1866) †
- Cantharis caduca (Heyden & Heyden, 1866) †
- Cantharis carbonaria (Heyden & Heyden, 1866) †
- Cantharis exauctarata (Heyden & Heyden, 1866) †
- Cantharis fragilis (Heer, 1847) †
- Cantharis germari (Heer, 1847) †
- Cantharis guttula Zhang, 1989 †
- Cantharis hespera (Wickham, 1914) †
- Cantharis humata (Wickham, 1913) †
- Cantharis macilenta (Heer, 1847) †
- Cantharis radobojana (Heer, 1847) †
- Cantharis tertiaria